# 353
353 foi um ano comum do século IV que teve início e terminou a uma sexta-feira, segundo o Calendário Juliano. a sua letra dominical foi C.
| Ano completo                       |
| ---------------------------------- |
| Ano comum com início à sexta-feira |